# Jūrōta Kosugi
Jūrōta Kosugi (小杉 十郎太 Kosugi Jūrōta?,  Yokohama, Prefectura de Kanagawa, 19 de diciembre de 1957) es un actor de voz y cantante japonés, afiliado a Office Osawa. Algunos de roles más destacados incluyen el de Arlong en One Piece, Asuma Sarutobi en Naruto, Akio Ohtori en Revolutionary Girl Utena, Isamu Kenmochi en Kindaichi Case Files y Zenki en  Kishin Dōji ZENKI. También le da ha dado a voz a Oda Nobunaga en las series de videojuegos Samurai Warriors y Warriors Orochi.

## Filmografía

### Anime
- Monkey Typhoon (Kasupā)
- Weiß Kreuz (Persia)
- Uchū no Stellvia (Umihito Katase)
- The Law of Ueki (Kami-sama)
- Superior Defender Gundam Force (Daishogun)
- King of Bandit Jing (Captain)
- Oku-sama wa Mahō Shōjo: Bewitched Agnes (Tamotsu Asaba)
- Gankutsuou: The Count of Monte Cristo (General Fernand Mondego)
- Zenki (Zenki)
- Metal Armor Dragonar (Meio Plato)
- Mobile Suit Zeta Gundam (Henken Bekkener, Narration)
- Mobile Suit Victory Gundam (Broho)
- Martian Successor Nadesico (Goat Hory)
- Samurai Pizza Cats (Guido Anchovy)
- Ginban Kaleidoscope (Yuuji Takashima)
- Yaiba (Kojiro Sasaki)
- Eureka Seven (Charles Beams)
- The Third (Narrator)
- Samurai Champloo (Xavier III)
- Shijou Saikyou no Deshi Kenichi (Akisame Koetsuji)
- Zipang (Gureu)
- Shuffle! (King of Gods)
- Revolutionary Girl Utena (Akio Ohtori)
- Sukisho (Aizawa)
- Venus versus Virus (Nahashi Soushirou)
- Banner of the Stars (Admiral Trife)
- Tsukuyomi -Moon Phase- (Yayoi Midō)
- The Bush Baby (Tenbo)
- Bleach (Inose)
- Digimon Adventure 02 (Azulongmon)
- Digimon Tamers (Azulongmon, IceDevimon)
- The Prince of Tennis (Sakaki Tarou)
- The Vision of Escaflowne (Dryden Fassa)
- Donkey Kong Country (K. Rool)
- Naruto (Asuma Sarutobi)
- Naruto Shippūden (Asuma Sarutobi)
- Ninku (Toji)
- Haou Taikei Ryuu Knight (Izumi)
- Touch (Terajima)
- Power Stone (Pride)
- Heat Guy J (Noriega)
- Viewtiful Joe (Jet)
- Buzzer Beater (Maru)
- Futari wa Pretty Cure Splash Star (Kintoresukī)
- Blood+ (David)B
- Project ARMS (Kurou)
- Pokémon: Advanced Generation (Senri)
- Bobobo-bo Bo-bobo (J)
- Magic Knight Rayearth (Zagato, Lantis)
- Case Closed (Saeki)
- MÄR (Allan)
- Monster Rancher (Master Muu)
- Yakitate!! Japan (King of Monaco)
- Descendants of Darkness (Narration)
- Yu Yu Hakusho (Souketsu)
- Yu-Gi-Oh! ZeXal (Sr. Heartland)
- Ronin Warriors (Rajura)
- Episode 0: First Contact (Buraddo)
- Flame of Recca (Ouka/Resshin, Shiju)
- Slayers (Moranboran)
- MegaMan NT Warrior (MistMan)
- Mirmo! (Daaku)
- One Piece (Arlong, Scorpion)
- La storia della Arcana Famiglia (Dante)
- Toriko (Mansam)
- Umineko no Naku Koro ni (Krauss Ushiromiya, Tetsuro Okonogi)
- Junjou Romantica  (Usami Fuyuhiko)
- Michiko to Hatchin (Feliciano)
- Ghost Stories (Beethoven)
- Samurai Flamenco (Jouji Kaname/Red Axe)
- Trigun (Joey)
- Karakurizōshi Ayatsuri Sakon (Kōei Kujo)
- Tengen Toppa Gurren-Lagann (Joe (Padre de Kamina))

### OVA
- Agent Aika (Gust Turbulence)
- Black Lagoon: Roberta's Blood Trail (Camarasa)
- Fushigi Yuugi (Tenkô)
- Guyver (Elegen)
- Legend of the Galactic Heroes (Kasper Rinz)
- Gekigangar III (Doctor Kokubunji)
- JoJo's Bizarre Adventure (Jotaro Kujo)
- Sol Bianca (Ramī)
- Fire Emblem (Oguma)
- Key the Metal Idol (D)
- Sorcerer on the Rocks (Icarus)
- The Heroic Legend of Arslan (Guiscard)
- Okane ga Nai (Somuku Kanou)
- Yebisu Celebrities (Daijou Takashi)

### Películas
- Appleseed (Briareos)
- The Prince of Darkness (Goat Hory)
- Mobile Suit Zeta Gundam series (Henken Beckner)
- Guyver (Guyver III)
- Cowboy Bebop: Knockin' on Heaven's Door (Harris)

### Videojuegos
- Phantasy Star Universe (Ōberu Darugan)
- Zone of the Enders (Colonel Nohman)
- Darkstalkers series (Donovan Baine)
- SD Gundam G Generation (Henken Beckner)
- Legend of Legaia (Cort)
- Super Robot Wars series (Henken Beckner, Meio Plato)
- Samurai Warriors (Oda Nobunaga)
- Tales of Legendia (Vaclav Bolud)
- Ogre Battle: March of the Black Queen (Kaus Debonair)
- Overwatch (McCree)
- Max Payne (Max Payne)
- Hot Shots Golf 3 and 4 (Shock)
- Radiata Stories (Sutā)
- Mega Man 8 (Duo)
- Mega Man Battle & Chase (Duo)
- Wild Arms 4 (Lambda)

### Doblaje
- On Her Majesty's Secret Service (James Bond)
- Ally McBeal (Richard Fish)
- Insomnia (Hap Eckhart)
- The X-Files (Fox Mulder)
- Deep Blue Sea (Carter)
- Lara Croft Tomb Raider: The Cradle of Life (Terry Sheridan)
- Beverly Hills, 90210 (Dylan McKay)